# Богенбай-батыр
Баты́р Канжыгалы́ Богенба́й (каз. Қанжығалы Бөгенбай батыр; 1680 нын. Байдибекский район Туркестанской области — 1778, в некоторых источниках 1775, 1776, оз. Коржынколь нын. Ерейментауского района Акмолинской области) — казахский государственный деятель и полководец эпохи Абылай-хана. Казахский батыр. Один из командующих казахскими войсками в годы Казахско-джунгарской войны.

## Биография

### Происхождение
Богенбай родился на берегу Сырдарьи (на родовом зимнем пастбище рода Аргын — на берегу р. Бугунь, нын. Байдибекский район Туркестанской области). Дедом Богенбая был Альдекун (1609-1670) — полководец армии Есим-хана, отцом — Акча (Акша) — сардар армии Тауке-хана, поэт-импровизатор и кузнец по ковке сабель и кинжалов. Мать — Баяу (по другим данным — каракалпачка Сандык).

### Ранние годы
Богенбай воспитывался вместе с детьми Тауке-хана. Повзрослев, Богенбай занимался улаживанием межродовых споров в казахских аулах. Также он принимал участие в курултаях — собраниях биев. Своим красноречием Богенбай организовывал людей и обучал своих «аульчан» обращаться с оружием.

### Военная карьера
На всеказахском курултае 1710 г. в Каракумах, Богенбай был избран верховым главнокомандующим казахского войска.
- В 1708 г. Богенбай по приказу казахского хана Тауке выступил во главе 30 тысячного казахского войска против русских казаков и преследовал их до Волги[2].
- В 1727 г. казахское войско под командованием Богенбай-батыра нанесло поражение джунгарскому войску в Буланты-Билеутинском в Анракайской битве[3].

Помимо этих сражений Богенбай-батыр участвовал в сражениях на р. Жайык, Ойыл, Жем, в горах Ерейментау, Каркаколь, в Аягузе, Туркестане, вдоль р. Шу, в Семиречье, Киргизии и других местах.

### Дальнейшая судьба
В 1761 г. Богенбай выполняя роль посла сопровождал сына Абылай-хана — Адиль-торе, который с дипломатической миссией посетил Китай. Постаревший Богенбай участвовал в казахских походах на Алтай и Тарбагатай и после этого отошёл от военных дел, занявшись «рудокопством». По его совету в горах, реках и степях искали золото, серебро, свинец и серу. В своем ауле Богенбай построил кузницы и передавал опыт изготовления пороха, земледелия и выращивания пшеницы. Богенбай умер в возрасте 98 лет, в 1778 г. (в некоторых источниках 1775, 1776 гг.), его тело было доставлено в город Туркестан и похоронено внутри Мавзолея Ходжи Ахмета Ясави.

## Память
- В честь Богенбай-батыра названы проспект в городе Астана, на котором ему установлен конный памятник, улицы областных и районных центров Казахстана, село Богенбай в Акмолинской области, историко-краеведческий музей и казахская средняя школа города Ерейментау, Акмолинская областная школа-интернат для одаренных в спорте детей города Степногорска.
- 25 июля 1991 года под Ерейментау торжественно отмечалось 300-летие со дня рождения батыра Богенбая.
- В 2007 году в столице Казахстана Астане на пересечении проспектов Богенбай-батыра и Сары-Арка был установлен бронзовый памятник батыру высотой 11 метров[4].
- В 2009 году в Ерейментау открыт конный памятник Богенбай-батыру[5].
- Весной 2018 года новый буксир компании «Caspian Offshore Construction» получил название «Богенбай Батыр»[6].
- В честь Богенбай батыра названа улица в городе Алматы.
- Осенью 2023 года честь него назван Военно-патриотический центр "BATYRLAR" им.«Богенбай Батыра» г.Астана

## В искусстве

### Фильмы
- Драма «Отважные» (каз. «Жаужүрек мың бала»), 2011, киностудия «Казахфильм» (в роли батыра Богенбая — Болат Абдильманов)
- Анимационный фильм «Богенбай батыр» из сборника «Эпос об Орлике» (каз. «Өрлік дастаны»), 2010, телеканал «Алматы»
- Документальный фильм «Богенбай батыр»[каз.], 1992, студия «Казахтелефильм»
- Драма «Гонцы спешат» (каз. «Жаушы»), 1980, киностудия «Казахфильм» (в роли батыра Богенбая — Идрис Ногайбаев)